# Le Printemps des petites îles
Pour plus de détails, voir Fiche technique et Distribution.
Le Printemps des petites îles (小島の春, Kojima no haru) est un film japonais réalisé par Shirō Toyoda et sorti en 1940.

## Synopsis
Oyama est médecin à la léproserie située sur l'île de Nagashima. Chargée de convaincre les lépreux de venir à son dispensaire, elle parcourt les îles de la mer intérieure de Seto.

## Fiche technique
- Titre : Le Printemps des petites îles[2]
- Titre original : 小島の春 (Kojima no haru?)
- Réalisation : Shirō Toyoda
- Scénario : Yasutarō Yagi (en), d'après le roman homonyme et autobiographique de Masako Ogawa (en) paru en 1938[3]
- Photographie : Kin'ya Ogura
- Musique : Shūichi Tsugawa
- Production : Kazunobu Shigemune
- Société de production : Tokyo Hassei (ja)
- Société de distribution : Tōhō
- Pays de production :  Empire du Japon
- Langue originale : japonais
- Format : noir et blanc — 1,37:1 — 35 mm — son mono
- Genre : drame
- Durée : 88 minutes[4] (métrage : dix bobines - 2 416 m[4])
- Dates de sortie :
  - Empire du Japon : 31 juillet 1940[4]

## Distribution
- Shizue Natsukawa : Oyama, la femme médecin
- Ichirō Sugai : Yokokawa
- Haruko Sugimura : la femme de Yokokawa
- Yōtarō Katsumi : le chef du village
- Kan Hayashi : Horiguchi
- Yuriko Hanabusa : la femme de Horiguchi
- Fudeko Tanaka : la tenancière de l'auberge
- Meiko Nakamura : Kiyoko
- Ken Mitsuda : Miyata

## Autour du film
En mars 1935, Tsutomu Shigemune, qui a quitté la Shōchiku, fonde la société de production indépendante Tokyo Hassei (ja),, à laquelle participent le scénariste Naoyuki Hatta (ja), les réalisateurs Shirō Toyoda et Yutaka Abe, l'acteur Den Obinata et l'actrice Yumeko Aizome. La Tokyo Hassei produit des films ambitieux, en particulier les films de la veine bunga eiga (adaptations d’œuvres purement littéraires) de Shirō Toyoda. À propos de Le Printemps des petites îles sorti en 1940, Tadao Satō écrit : « par le choc que provoque son thème et par l'humanisme qui s'en dégage, par la beauté des paysages insulaires et par la force de son réalisme qui le rapproche du documentaire, on peut le considérer comme le fleuron de cette série produite par la Tokyo Hassei ». La Tokyo Hassei remporte de nombreux prix mais a du mal à maintenir son équilibre financier et elle est finalement absorbée l'année suivante par la Tōhō en 1941,.

## Distinction
- Prix Kinema Junpō du meilleur film pour Shirō Toyoda en 1941[9],[10]